# Patriotismo constitucional

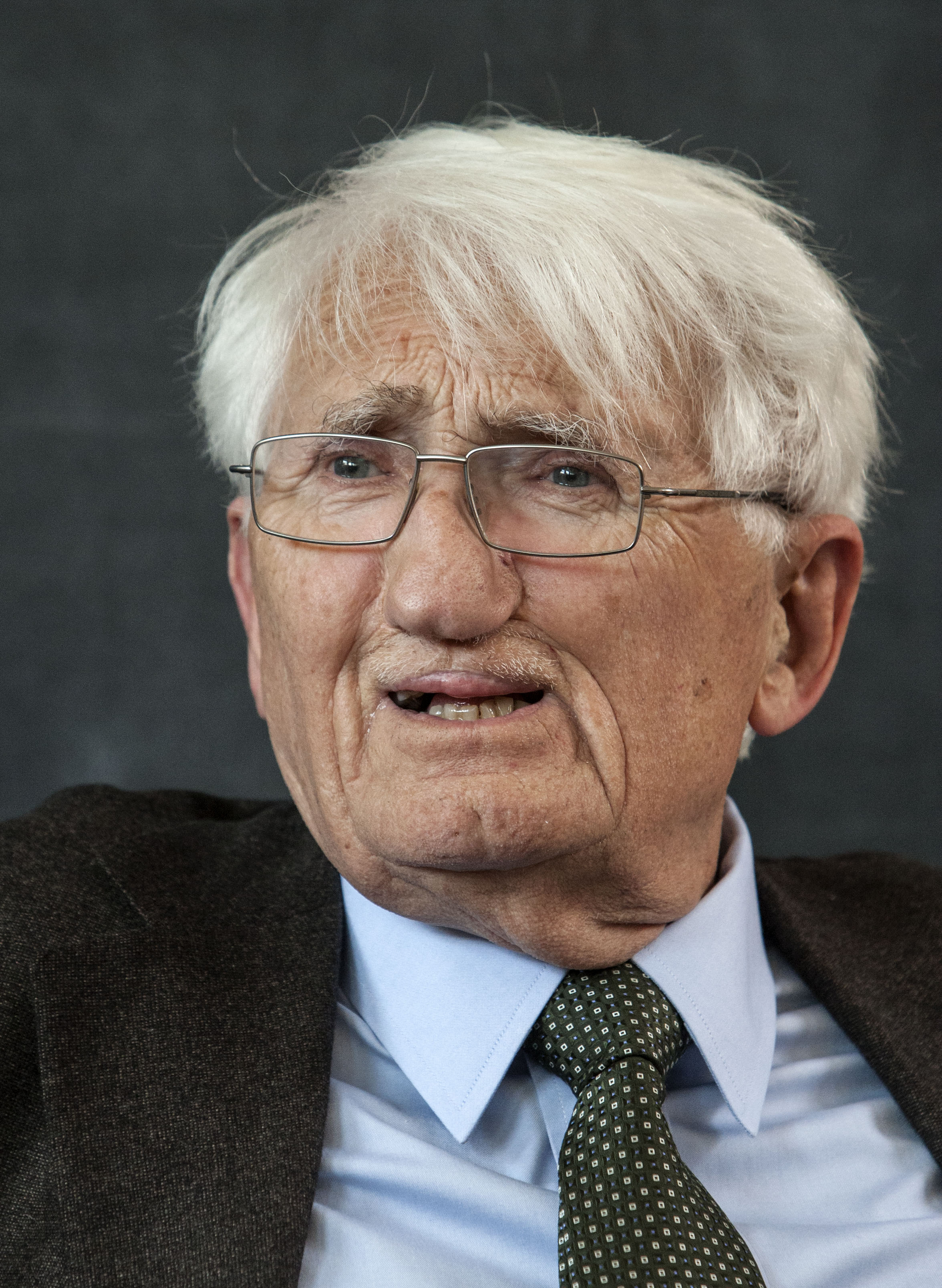
Jürgen Habermas ha difundido el patriotismo constitucional y la democracia deliberativa.

El patriotismo constitucional es un concepto ideológico según el cual la ciudadanía no se remite en primera instancia a una historia o a un origen étnico común, sino que se define por la adhesión a unos valores comunes de carácter democrático plasmados en una constitución.
Ideado por el politólogo alemán Dolf Sternberger a partir de 1947 y difundido con notable éxito por el filósofo alemán Jürgen Habermas durante los años 1980, este concepto fue inicialmente concebido como respuesta a la necesidad de dotar de un contenido democrático a la identidad alemana en su reconstrucción posterior a la Segunda Guerra Mundial, tras haber quedado contaminada por el nacionalismo totalitario y antisemita del III Reich. 
La formulación de este concepto carga de significado la construcción de modelos de sociedad civil posnacionales, una vez advertidas y reconocidas las deficiencias del concepto tradicional de nación. Por otra parte, la noción de patriotismo constitucional entronca directamente con la tradición política del republicanismo y, como este, requiere de una concepción participativa de la ciudadanía, volcada en la promoción del bien común.

## Definición
El patriotismo constitucional se apoya en una identificación de carácter reflexivo no con contenidos particulares de una tradición cultural determinada, sino con contenidos universales recogidos por el orden normativo sancionado por la constitución: los derechos humanos y los principios fundamentales del Estado democrático de derecho (cf. Habermas 1989, 94). El objeto de adhesión no sería entonces el país que a uno le ha tocado en suerte, sino aquel que reúne los requisitos de civilidad exigidos por el constitucionalismo democrático; sólo de este modo cabe sentirse legítimamente orgulloso de pertenecer a un país. Dado su destacado componente universalista, este tipo de patriotismo se contrapone al nacionalismo de base étnico-cultural. 
Frente a esta forma de identidad, en el patriotismo se integran personalidad colectiva y soberanía popular y se reconcilian identidad cultural y ley democrática. Representa, en definitiva, una forma integradora y pluralista de identidad política, en la medida en que las identificaciones básicas que mantienen los sujetos con las formas de vida y las tradiciones culturales que les son propias no se reprimen, ni se anulan, sino que, por el contrario, «quedan recubiertas por un patriotismo que se ha vuelto más abstracto y que no se refiere ya al todo concreto de una nación, sino a procedimientos y a principios» (Habermas 1989, 101). 
No obstante, para Habermas los motivos que concitan el sentimiento patriótico no resultan etéreos ni, menos aún, inanes: «Para nosotros, ciudadanos de la República Federal, el patriotismo de la Constitución significa, entre otras cosas, el orgullo de haber logrado superar duraderamente el fascismo, establecer un Estado de derecho y anclar éste en una cultura política, que, pese a todo, es más o menos liberal» (Habermas 1991, 216). Se torna así evidente que, en cada situación histórica concreta, las motivaciones para adherirse al contenido universalista de dicho sentimiento patriótico pueden ser muy diversas, pero a la postre siempre tendrán que estar vinculadas de algún modo a las formas culturales de vida ya existentes y a las experiencias de cada sociedad (Velasco 2002, 34-35).

En un texto acerca de los fundamentos prepolíticos del Estado democrático, Habermas insiste en el carácter históricamente situado de esta forma de identidad colectiva posnacional que representa el patriotismo constitucional:
Que los ciudadanos hagan suyos los principios de la constitución no sólo en su contenido abstracto, sino de manera concreta en el contexto histórico de sus respectivas historias nacionales. Si el contenido moral de los derechos fundamentales debe convertirse en profundas convicciones, no basta con el mero proceso cognitivo. Posiciones morales y coincidencias a nivel mundial en la indignación ante violaciones masivas de derechos humanos sólo bastarían para fomentar una tenue integración de los ciudadanos de una sociedad mundial constituida políticamente (si es que algún día llegara a existir). Entre ciudadanos, sólo puede surgir una solidaridad, como siempre, abstracta y mediada jurídicamente, si los principios de justicia encuentran acomodo en el entramado, más denso, de orientaciones axiológicas de carácter cultural (Habermas 2006, 112).

## Recepción

### Europa
La noción de patriotismo constitucional constituye una contribuciones más relevantes a las teorías del nacionalismo cívico y, en particular, del posnacionalismo. En particular, su influencia se ha hecho sentir en el desarrollo de la ciudadanía europea.

### España
Al término de la Segunda Guerra Mundial, en una Alemania agobiadia por el oprobio que le proporcionaba la memoria del nazismo, se elabora la noción de patriotismo constitucional como un patrotismo sustitutivo del que los alemanes no podían ejercer por su relación con un pasado insoportable. En España el problema no es menor: junto al declive del orgullo nacional en el siglo XIX, la convulsión de la Guerra Civil (1936-1939) y la dictadura franquista (1939-1975) motivaron una identificación de la patria con el franquismo y la eclosión de los nacionalismos periféricos como una depuración de la idea de nación que resultaba difícilmente soportable en el marco común de todos los españoles.
La difusión del término en España ha sido bastante amplia y su recepción ideológica ampliamente plural. En una primera fase fue retomado desde la izquierda, en consonancia con las afinidades políticas del propio Habermas, con el objeto de reivindicar una concepción robusta de democracia, en la medida en que la noción de patriotismo constitucional sirve de sustrato para una democracia con mayor contenido participativo y deliberativo. La derecha española también ha pretendido hacerlo suyo, pese a la expresa protesta de Habermas, que afirmó: «No puedo imaginarme que el patriotismo constitucional sea una idea de derechas».
Con todo, Ciudadanos ―partido liberal de centroderecha― y el Partido Popular ―partido del espectro conservador español― han reivindicado con esta noción la identidad unitaria española frente a los nacionalismos periféricos. Así, el sentido con el que lo usa la derecha española es diferente al originario de Habermas, pues se orienta para excluir de la confrontación democrática el derecho a la autodeterminación en los territorios con fuerte sentido nacionalista no español: para el centro y la derecha nacionalista en España, el patriotismo constitucional implicaría que la Constitución española de 1978 no se puede alterar en los aspectos relativos a vertebración territorial del Estado.

### Guatemala
El patriotismo constitucional ha sido promovido en Guatemala para la recuperación y fortalecimiento del desarrollo. Entre los promotores del patriotismo constitucional se encuentran Eduardo Stein de la organización Guatemala Visible y Carlos Ignacio García Jiménez del movimiento Guatemala3000.